# Martin Hinds
Martin Hinds (* 10. April 1941 in Penarth, Wales; † 1. Dezember 1988) war ein Historiker und Islamwissenschaftler für die Frühzeit des Islam.

## Leben
Hinds begann 1960 an der School of Oriental and African Studies SOAS in London Arabisch zu studieren. Er besuchte Tunesien, Karthago und war u. a. von der Al-Zaytuna Moschee fasziniert. Als zweitälteste Moschee in Afrika beherbergte sie einst eine der größten Universitäten des Islam.

## Forschung
Zusammen mit Patricia Crone schrieb er das Buch God's Caliph: Religious Authority in the First Centuries of Islam. Sie fanden, dass die ersten Kalifen sowohl weltliche als auch religiöse Führer waren. Erst später reklamierten Religionsgelehrte auch Macht für sich als Repräsentanten der Gemeinschaften, für die sie standen. Auf diese Weise entstand die Situation im heutigen sunnitischen Islam ohne eine zentrale religiöse Gewalt. Das schiitische System ist demzufolge keine spätere Abweichung, sondern entspricht im Gegenteil der originalen Ordnung der Gewalten im frühen Islam. Hinds ist der Revisionistischen Schule der Islamwissenschaft zuzurechnen.

## Werke
- God's Caliph: Religious Authority in the First Centuries of Islam (1986), mit Patricia Crone.
- The History of al-Tabari Vol. 23: The Zenith of the Marwanid House (1990), als Übersetzer.